# ولید الحسینی
ولید الحسینی (به عربی: وليد الحسيني) یک وبلاگ‌نویس فلسطینی است که در اکتبر ۲۰۱۰ توسط حکومت خودگردان فلسطین به اتهام کفرگویی در اسلام در صفحه فیسبوک و پست‌های وبلاگ بازداشت شد. بازداشت او واکنش‌های جهانی دربرداشت.
نیویورک تایمز نوشت «این مسئله توجه را به سوی قضیه مشکل‌ساز آزادی بیان در دولت فلسطینی کشانده‌است، که در آن توهین به دین غیرقانونی محسوب می‌شود، و همچنین برخورد میان جامعه سنتی و اینترنت.»